# Blacus defectuosus
Blacus defectuosus är en stekelart som beskrevs av Léon Abel Provancher 1886. Blacus defectuosus ingår i släktet Blacus och familjen bracksteklar. Inga underarter finns listade.